# Sonsorol (Palau)
Sonsorol ist ein administrativer „Staat“ (eine Verwaltungseinheit) von Palau. Das aus vier Inseln bestehende Gebiet hat eine Landfläche von ungefähr drei Quadratkilometern und insgesamt 53 Einwohner (Stand 2020). Es liegt etwa 350 km südwestlich der Hauptstadt Ngerulmud. Nach Bevölkerung wie Fläche ist es der drittkleinste des Landes, nach Hatohobei und Kayangel.
Hauptort ist Dongosaru auf der gleichnamigen Insel. Die Sprachen der Bevölkerung sind Sonsorolesisch, Palauisch und Englisch. Die vier Inseln bilden laut Verfassung gleichzeitig die vier Gemeinden des Gebiets. Die offiziellen Namen der Gemeinden sind: Fanna, Dongosaro, Puro und Melieli. Obwohl Fanna als offizielle Gemeinde mit einem „Chief Mariano W. Carlos“ existieren soll, gibt es keine Quellen über eine Besiedlung der Insel.
Die Inseln, die zu Sonsorol gehören, bilden mit den rund 200 km weiter südlich liegenden Inseln des Staates Hatohobei eine Gruppe, die übersetzt „Südwestinseln von Palau“ heißt.
Zum Staat Sonsorol zählen folgende Inseln:
Von Norden nach Süden:
| Inselname | Hauptort  | Einw. | Land- fläche (in km²) | Koordinaten                   |
| --------- | --------- | ----- | --------------------- | ----------------------------- |
| Fanna     | Fanna     | 0     | 0,54                  | 05° 21′ 13″ N, 132° 13′ 38″ O |
| Dongosaro | Dongosaro | 50    | 1,36                  | 05° 19′ 37″ N, 132° 13′ 23″ O |
| Pulo Anna | Puro      | 40    | 0,50                  | 04° 39′ 18″ N, 131° 57′ 05″ O |
| Merir     | Melieli   | 10    | 0,90                  | 04° 18′ 48″ N, 132° 18′ 39″ O |